# Temple de Confuci
El Temple de Confuci (en xinès:孔廟; pinyin: Kǒng miào), a la ciutat xinesa de Qufu, és el complex templari dedicat a Confuci més gran de l'Àsia oriental. La construcció inicial data del 478 aC, un any després de la mort del filòsof i polític, tot i que, al llarg de la història ha experimentat múltiples destruccions i reconstruccions.
Té una rellevància històrica extraordinària, perquè va servir com a espai cerimonial on grans emperadors feien rituals en honor als antics reis savis. A més, el temple va esdevenir un centre cultural gràcies a un extens repertori de temples clàssics i documents històrics.
El temple és en un recinte rectangular de 16.000 metres quadrats que acull un centenar d'edificacions, incloent-hi temples confucians, santuaris, monuments i pavellons. Aquest complex monumental, s'articula al llarg d'un eix central d'1,3 km orientat de nord a sud i es divideixen en 466 sales i nou patis. Això en fa el segon complex històric més gran de la Xina, després de la Ciutat Prohibida. A l'interior de la gran sala de cerimònies del temple hi ha una gran estàtua de Confuci envoltada d'estàtues dels seus deixebles.
El recinte preserva diversos elements històrics vinculats a la figura de Confuci, com la seva residència original, un arbre commemoratiu plantat en el seu honor i el pou el qual segons la tradició, bevia el mestre savi. Al temple també s'hi conserven esteles, relleus de pedra, documentació històrica, tresors antics, roba i estris de diverses dinasties. Aquest llegat construeix actualment una font inestimable per a l'estudi de la cultura xinesa antiga. Anualment, cada 28 de setembre s'hi celebra una cerimònia per commemorar l'aniversari de Confuci.

## Història

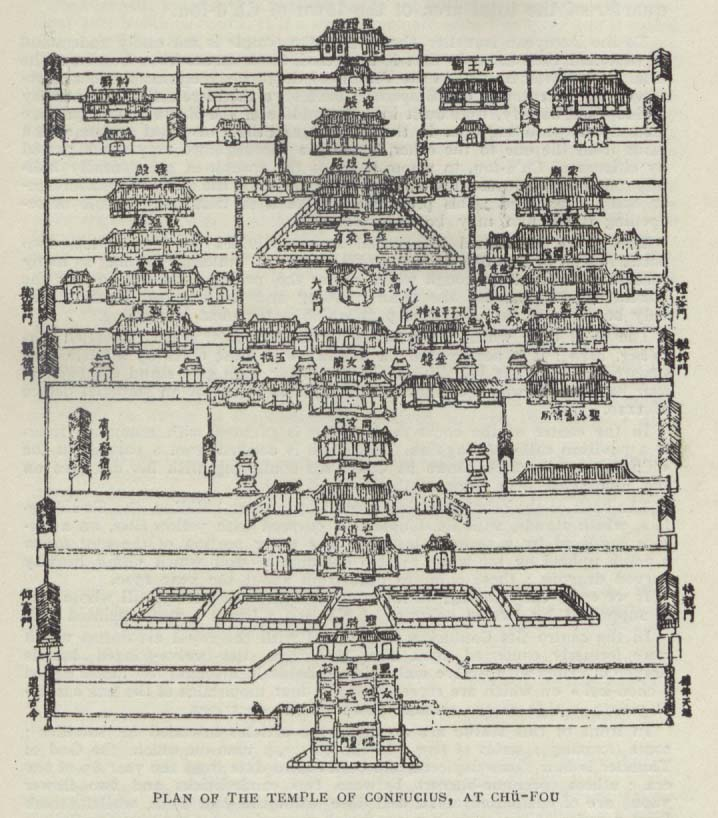
Plànol històric del temple de Confuci (1912)

El temple de Confuci, neix dos anys després de la mort de Confuci l'any 478 aC, al seu lloc de naixement, la ciutat de Qufu. És un temple que fins avui en dia, ha patit una gran sèrie de destrosses, restauracions i reparacions importants per part dels diferents emperadors que topaven amb la ciutat de Qufu.
L'any 205 aC, l'emperador Han Gaozu, emperador de la dinastia Han va ser el primer emperador que hi fa una visita i ofereix sacrificis a la memòria de Confuci. Aquesta acció es va establir com a precedent significatiu emulat per emperadors i funcionaris en els segles posteriors. En conseqüència, aquestes visites imperials contribueixen a consolidar el Temple de Confuci com un punt de referència cultural i espiritual de la Xina.
Les primeres restauracions importants del temple van començar durant la dinastia Han, sota el regnat de l'emperador Han Yuandi. Aquest va transformar la casa petita del recinte, en un complex arquitectònic, una de les quals convertida en una sala palatina. Aquestes dependències van experimentar ampliacions i al llarg del temps.
Al final de la dinastia Jin Occidental, part rellevants del temple i molts llibres van ser destrossat sper mor de les guerres. Anys després és reparat gran part del complex i l'any 539 dC apareix el primer registre documentant que s'hi afegeix al temple una gran estàtua sagrada. És durant la dinastia Sui, que la casa original de tres habitacions de Confuci va ser retirada del complex del temple durant una reconstrucció a l'any 611 dC. Anys més tard, durant la dinastia Song del nord, el temple es va ampliar en un disseny amb tres seccions i quatre patis, al voltant dels quals finalment es van disposar més de quatre-cents habitacions.
Durant la conquesta de la dinastia Jin, el temple va ser devastat, per mor del menyspreu inicial d'aquesta dinastia vers el confucianisme. No obstant això, més endavant, van reconèixer la rellevància cultural i espiritual del temple per a la ciutat, els emperadors Jin van rectificar la seva postura: van començar a retre homenatge a Confuci i van emprendre un projecte de restauració del complex del temple, que es va completar l'any 1194.
El foc i el vandalisme destrueixen el temple de nou el 1214, en mans dels soldats mongols. Va ser restaurat i recobrar l'antiga extensió l'any 1302 durant la dinastia Yuan. Poc després, l'any 1331, el temple es va emmarcar en un mur de tancament modelat sobre el palau imperial. La dinastia Ming (1368-1644), va marcar un dels períodes més importants de la història del temple. Durant aquesta etapa, es van reclutar artesans, constructors i experts amb les habilitats tècniques més avançades del país, per treballar en el complex. Va esdevenir un símbol excepcional de l'excel·lència estètica en l'arquitectura xinesa. En aquell moment, es restauren salons, sales, passadissos, pavellons i altres parts del temple.
L'any 1499, després d'un devastador incendi, es reconstruir i prendre les dimensions actuals. Més endavant, el 1724, un altre incendi va destruir en gran part la sala principal i les escultures que contenia. La restauració es va completar l'any 1730, amb una de les renovacions més grans que mai s'hi han fet. Moltes de les escultures de substitució van ser danyades i destruïdes durant la Revolució Cultural l'any 1966. Al llarg de la seva història, el temple de Confuci ha experimentat quinze renovacions importants, 31 reparacions significatives i mantes intervencions menors.

## Descripció
El complex del Temple de Confuci destaca com un dels conjunts arquitectònics més imponents de la Xina, amb una superfície de 16.000 metres quadrats i 466 habitacions. La configuració arquitectònica actual, resultat de la reconstrucció dessprés de l'incendi de 1499, comparteix nombroses similituds amb la Ciutat Prohibida, com que ambdós complexos van ser dissenyats durant la dinastia Ming.
Actualment, el gran temple està basat en el model d'un palau imperial que s'ha anat reformant al llarg dels segles. La part principal del temple consta de nou patis disposats en un eix central,  orientat en direcció nord-sud amb simetria d'est a oest. El recinte té una longitud d'1,3 km. Consta d'unes 466 habitacions, sales, pavellons i cambres. Al voltant, hi ha un mur amb unes grans torres de vigilància a les quatre cantonades. A més, es poden veure nou passarel·les monumentals que condueixen cap a l'edifici més alt del temple, el Saló de les grans escriptures. Consta de grans patis amb arbres. La Sala dels arbres, va ser un lloc on es diu que Confuci va ensenyar al seu fill sobre la importància de la poesia i els rituals.
Els tres primers patis tenen portes petites i tenen pins alts, fan una funció introductòria. La primera porta (la més al sud) s'anomena «Porta de Lingxing» (欞星門) després d'una estrella a la constel·lació de l'Ossa Major, el nom suggereix que Confuci és una estrella del cel. Els edificis dels patis restants formen el cor del conjunt. Són estructures impressionants amb teules grogues (en cas contrari reservades per a l'emperador) i parets pintades de vermell, estan envoltades de pins de color verd fosc per crear un contrast de color amb colors complementaris.

Hi ha textos que testifiquen que hi havia una part occidental dedicada als sacrificis i ofrenes i una part oriental que era un temple i un complex residencial. 

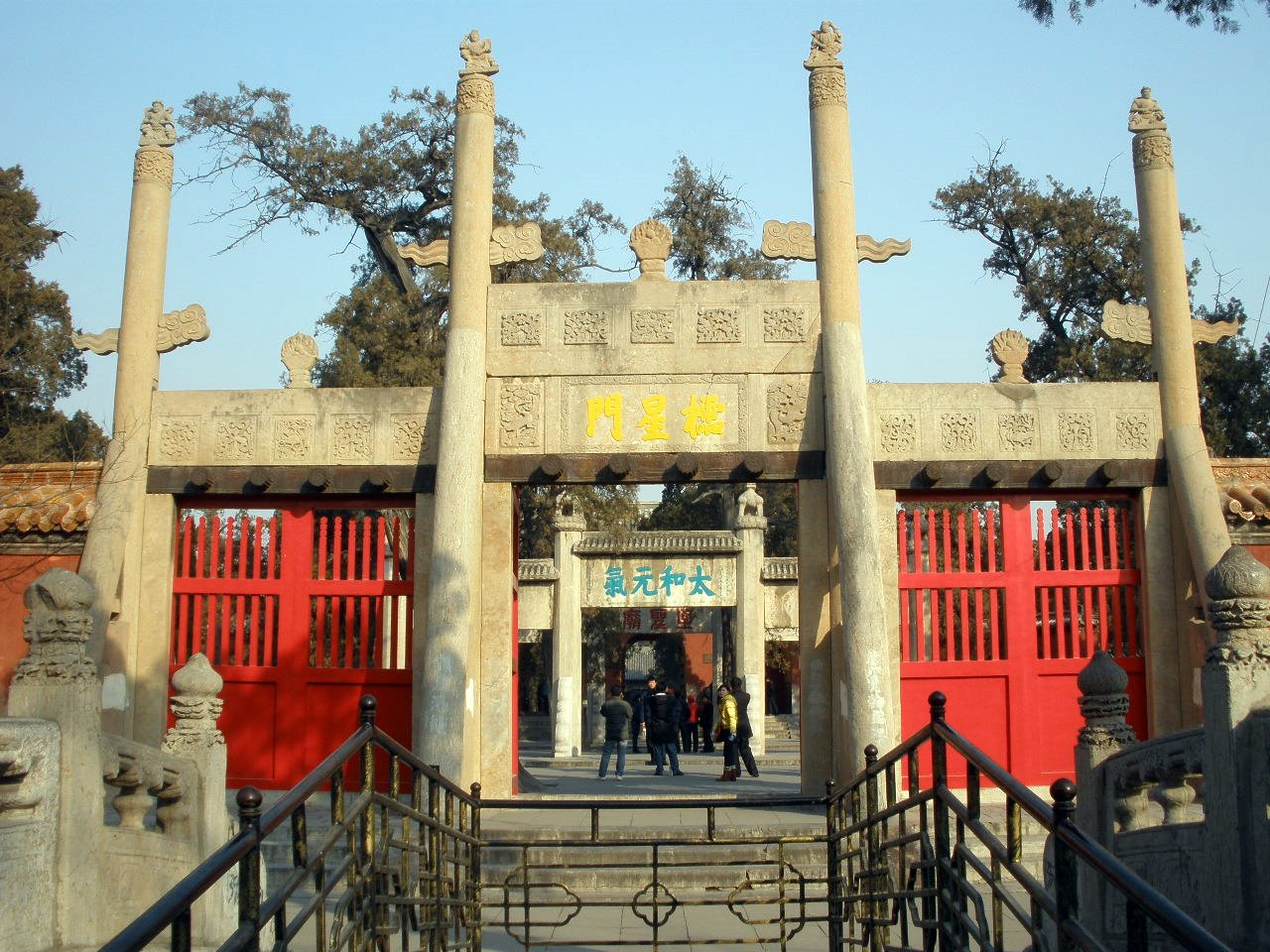
Porta de Lingxing

Les principals estructures del temple són:
- Porta de Lingxing (欞星門)
- Porta Shengshi (聖時門)
- Porta de Hongdao (弘道門)
- Porta Dazhong (大中門)
- Tretze pavellons d'esteles (十三碑亭)
- Porta Dacheng (大成門)
- Sala de Kuiwen (奎文閣, construït el 1018, restaurat el 1504 durant la dinastia Ming i el 1985)
- Pavelló de Xing Tan (杏壇, plataforma d'albercoc)
- De Mu Tian Di Arch
- Liangwu (兩廡)
- Sala de Dacheng (大成殿, construït a la dinastia Qing)
- Sala de descans (寢殿, dedicada a l'esposa de Confuci)

### Sala de Dacheng
La Sala de Dacheng, també coneguda com a Sala de la Gran Perfecció o la Sala del Gran Assoliment, constitueix el centre arquitectònic i espiritual del complex. Aquesta sala exemplifica l'excel·lència de l'arquitectura imperial xinesa, ocupa una superfície rectangular de 54 × 35m i s'eleva fins a gairebé 32 metres. L'estructura consta d'un conjunt de 28 pilars monumentals, veritables obres de l'art escultòric xinès. Les deu columnes de la part davantera que ornen la façana principal, són decorades amb dracs serpentejats. Segons la tradició històrica, es diu que aquestes columnes eren cobertes durant les visites imperials per evitar l'enveja de l'emperador davant tanta bellesa artística. La Sala de Dacheng va exercir un paper fonamental en el culte confucià, servint com a espai principal per a organitzar cerimònies i sacrificis a la memòria de Confuci. La seva magnificència junt amb els seus elements decoratius, fan de la sala en un dels punts més admirats pels visitants.

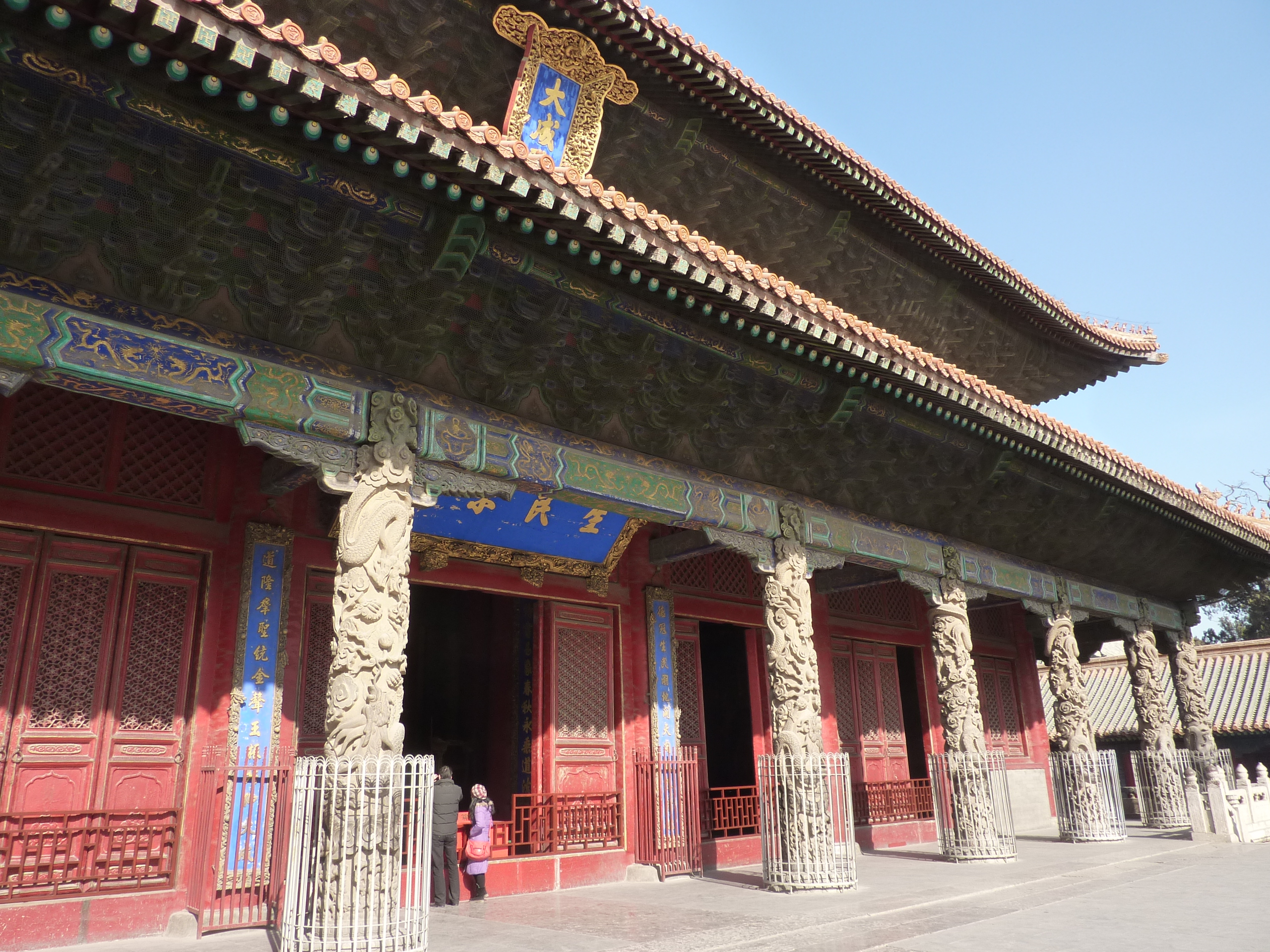
Façana de la Sala de Dacheng
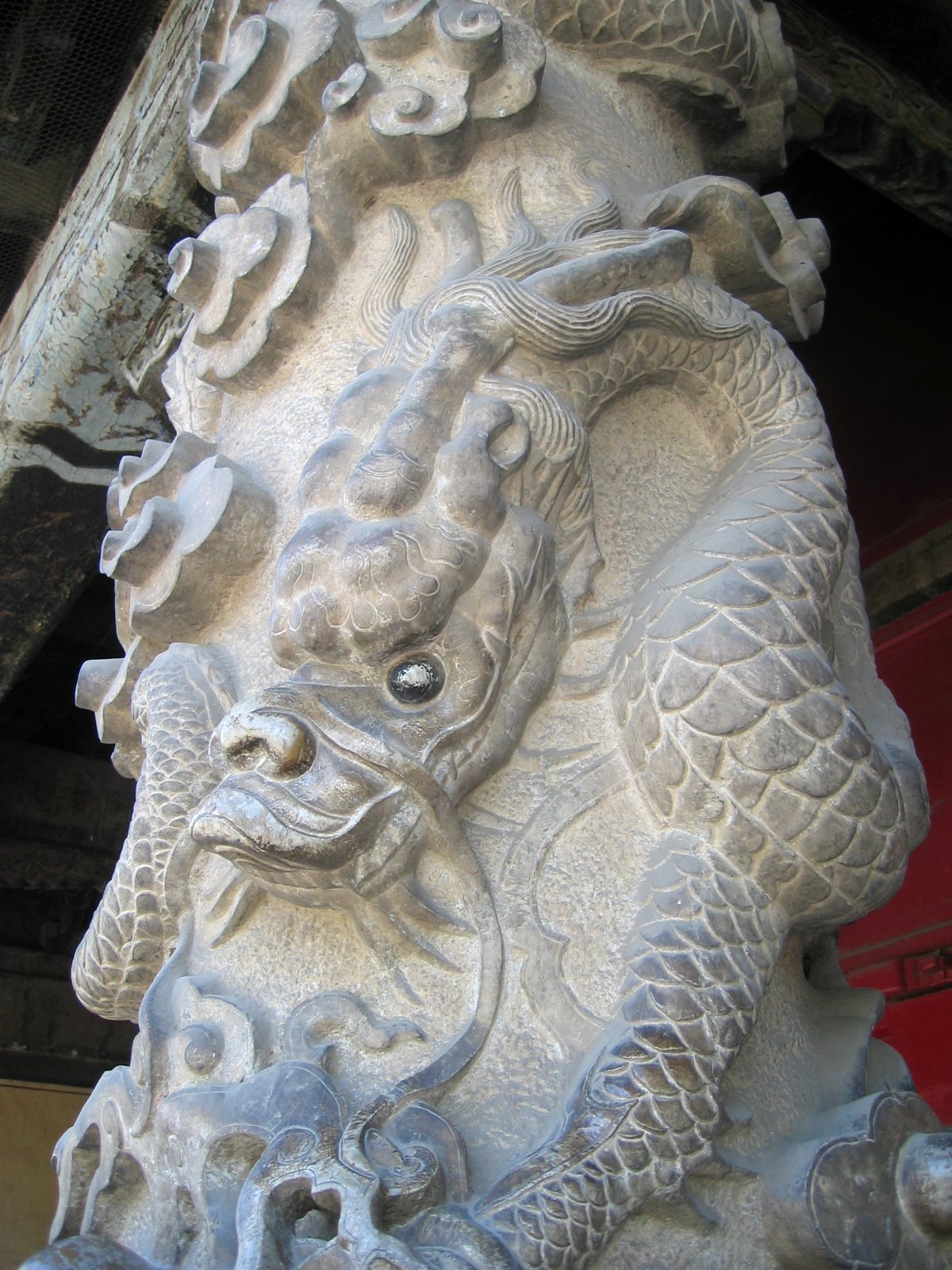
Un dels pilars del drac davant de la Sala de Dacheng

### Plataforma de l'Albercoc

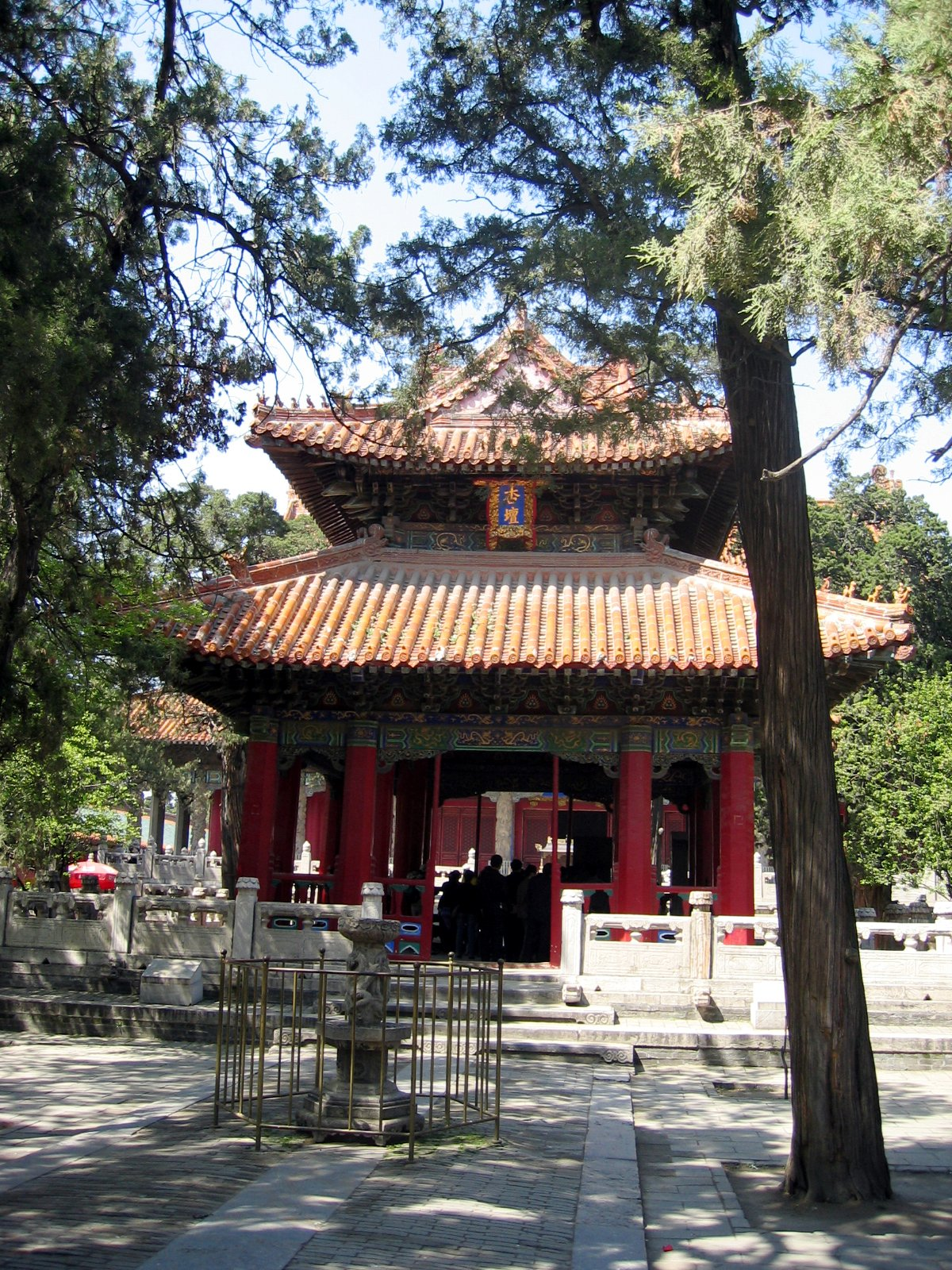
Plataforma de l'Albercoc

Al centre del pati que precedeix la Sala de Dacheng s'erigeix el pavelló Xing Tan (xinès tradicional: 杏壇, xinès simplificat: 杏坛, pinyin: Xìng Tán), conegut també com la Plataforma d'Albercoc. Aquesta estructura commemora un episodi en la història de Confuci, quan impartia els seus ensenyaments als deixebles sota l'ombra d'un albercoquer. Aquest espai és important, com que cada any a Qufu i en nombrosos temples confucians es celebren cerimònies solemnes el dia 28 de setembre per commemorar el seu aniversari.

### Pavellons d'esteles
El temple alberga un gran nombre d'esteles de pedra. Segons un estudi recent sobre els monuments confucians a Qufu, s'hi han catalogat unes cinc-cents estelese. Aquests monuments lítics commemoren les successives reconstruccions i renovacions del complex, contenen textos que exalten Confuci i edictes imperials que li atorguen nous títols honorífics. En època contemporània, algunes de les esteles hi van ser traslladades des d'altres indrets per garantir-ne la conservació.
Si bé la majoria de les inscripcions de les esteles van ser fetes majoritàriament en xinès clàssic, algunes de la dinastia Yuan i la dinastia Qing presenten la peculiaritat d'incloure textos en mongol mitjà (utilitzant l'alfabet phags-pa) i el manxú. Un conjunt especialment rellevant d'esteles imperials es concentra en l'àrea coneguda com els Tretze Pavellons d'Esteles (十三碑亭, Shisan Bei Ting ). Aquesta secció monumental s'estructura en dues fileres paral·leles, situades al pati entre el pavelló de l'Estrella de la Literatura (奎文閣, Kuiwen Ge) al sud i les Portes de la Gran Perfecció (大成門, Dacheng Men) al nord.

### Tomba de Confuci
Al sector nord del temple hi ha la tomba de Confuci, en un vast complex boscós de dos quilòmetres quadrats delimitats per un mur perimetral. La tomba s'hi va establir  l'any després de la mort de Confuci i va experimentar les primeres reparacions durant la dinastia Han. La majoria de les nombroses restauracions de l'entorn van tenir lloc a les dinasties Ming i Qing i malauradament, la tomba va ser profanada. S'accedeix a la tomba per un itinerari cerimonial marcat per una successió d'arcs i portes monumentals, que simbolitzen el llarg camí espiritual. El complex està custodiat per unes escultures de pedra de guardians i funcionaris d'una escala superior a la natural. El lloc d'enterrament és un monticle de 6,2 metres d'alçada i 88 de circumferència. Aquest espai sagrat és envoltat per una extensa àrea boscosa on reposen també les tombes del seu fill, el seu deixeble i milers de dignataris i membres del llinatge familiar de Confuci.